# Kosz (pojemnik)

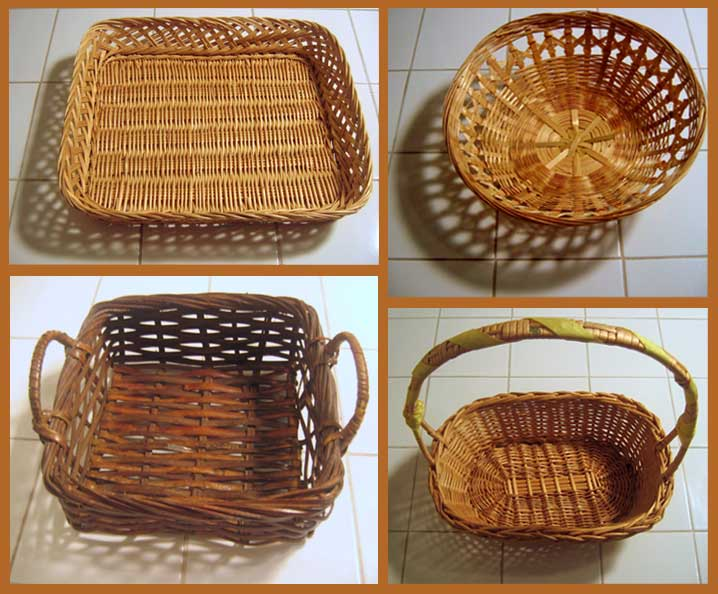
Kosze o różnym przeznaczeniu i kształcie

Kosz – rodzaj pojemnika, plecionego najczęściej z wikliny, czyli młodych giętkich pędów odpowiednich gatunków wierzby. Rzadziej kosze wyplatane są ze słomy lub korzeni, na przykład jałowca lub świerka.
Kosze znajdują szerokie zastosowanie jako wytrzymałe i estetyczne pojemniki do przechowywania owoców, warzyw, ziaren zbóż, a także przedmiotów codziennego użytku, lub odzieży. Pierwotnie wykorzystywane były głównie w rolnictwie przy pracach polowych, lub do przechowywania płodów rolnych. Obecnie są bardzo rozpowszechnione również jako elementy wystroju wnętrz, pełniące bardzo różnorodne funkcje. Powodem dużej popularności koszy jest ich dekoracyjna forma, wysoka estetyka i szlachetność materiału, z którego są wykonywane.
Wielkość i kształt koszy bardzo się różnią i związane są z ich przeznaczeniem. Część koszy posiada wysoki brzeg oraz jeden lub dwa uchwyty i służą one do przenoszenia przedmiotów. Inne są stosunkowo niskie i pełnią rolą podobną do naczynia stawianego na stole. Dawniej bardzo rozpowszechnione były kosze z jednym uchwytem z boku, posiadające określoną objętość i służące jako miarki, na przykład do odmierzania ziarna.
Wykonywaniem koszy i innych wyrobów plecionych zajmują się koszykarze-plecionkarze, a nazwa tego rzemiosła to koszykarstwo. Zawód ten istniał pierwotnie jako rzemiosło ludowe, a obecnie należy także do sztuki użytkowej. Kosze wykonuje się najczęściej z dwóch łączonych ze sobą części: dna opartego na promienistym lub równoległym szkielecie oraz ścianki opartej na osnowie. Stosuje się przy tym kilka rodzajów splotów: wężykowy, skośny, osnowowy. Uprawa wikliny przeznaczonej do wyrobów koszykarskich to osobny zawód nazywany wikliniarstwem.